# Sinochasea
Sinochasea is een geslacht uit de grassenfamilie (Poaceae). De soort van dit geslacht komt voor in gematigd Azië.

## Soorten
Van het geslacht is alleen de volgende soort bekend: 
- Sinochasea trigyna